# Sheffield Airey Neave
Sheffield Airey Neave (20 de abril de 1879 - 31 de diciembre de 1961) fue un ornitólogo y entomólogo inglés. Neave era nieto de Sheffield Neave, un gobernador del Banco de Inglaterra y era el padre de Airey Neave.

## Biografía
Nació en Kensworth en Hertfordshire, en 1879, hijo de  Sheffield Henry M. Neave y de su esposa Gertrude Margaret Charlotte (de soltera Airey). Fue educado en la Eton College y en el Magdalen College.

## África
El primer trabajo de Neave fue la investigación sobre los problemas relacionados con la mosca tsetsé y el estudio de la fauna africana. Fue parte del Servicio Geodésico de Rhodesia del Norte entre 1904 y 1905. Entre 1906 y 1908 formó parte de la Comisión Katanga de la Enfermedad del Sueño  y luego desde 1909 hasta 1913, en el Comité de Investigación de Entomología del África tropical. Mientras recolectaba en África Oriental, como compañero del colector James Jenkins Simpson recogía en África Occidental.

## Entomólogo
Neave regresó al Reino Unido en 1913 y fue nombrado director asistente del Instituto Imperial de Entomología, llegando a ser director de 1942 a 1946. Fue galardonado por su contribución a la Entomología con un asiento como  Oficial de la Orden del Imperio británico en 1933 y  Compañero de la Orden de San Miguel y San Jorge en 1941.
De 1918 hasta 1933 fue secretario honorario de la Real Sociedad Entomológica y fue su presidente entre 1934 a 1935.

## Retiro
Se retiró en 1946, para trabajar un huerto y una granja en Essex, y continuó como secretario honorario de la Sociedad Zoológica de Londres hasta 1952, era un cargo que ocupaba desde 1942.

## Vida familiar
Se casó dos veces, primero con Dorothy Middleton y tuvieron dos hijos y tres hijas, el mayor Airey Neave después miembro del Parlamento. Dorothy murió en 1942 y Neave se casó en segundo lugar con María Hodges en 1946 en Londres.

## Algunas publicaciones
- 1950. "Nomenclator Zoologicus", editó Sheffield Airey Neave, v. 5. 1936-1945. Publicó the Zoological society of London, 308 p.

- 1933. The History of the Entomological society of London, 1833-1933. Con Francis James Griffin. Contribuyó Sir Edward Bagnall Poulton. Publicó Clay & sons, 224 p'

## Abreviatura (zoología)
La abreviatura Neave  se emplea para indicar a Sheffield Airey Neave como autoridad en la descripción y taxonomía en zoología.